# Albert Quintana Peñuela
Albert Quintana Peñuela (Palma, 1948-1978) fou un geògraf mallorquí. Es va llicenciar en història general per la Universitat de Salamanca (1969). En el curs 1971-1972 es va incorporar al Departament de Geografia de la Facultat de Filosofia i Lletres de Palma, on exercí la docència fins al 1978. El 1975 es doctorà amb la tesi "El sistema urbano de Mallorca". El 1973 va participar en l'equip que va preparar les propostes de rehabilitació del Puig de Sant Pere. El 1978 va ser director general de la conselleria d'Ordenació del Territori del Consell General Interinsular de les illes Balears. Publicà nombrosos articles sobre geografia de Mallorca i sobre teoria de la geografia a revistes com "Trabajos de Geografía". "Mayurqa" i "Lluc". El 1981 la revista Mayurqa va dedicar un número monogràfic a la seva memòria. El 2008 es va publicar "Albert Quintana: el seu temps i la seva obra" coordinat per Antoni Artigues, Macià Blázquez, J. Gual, J. Mateu, Ivan Murray i Onofre Rullan.

## Obres
- El puerto de Palma de Mallorca. Salamanca : Universidad, Departamento de Geografía, 1974.
- El sistema urbano de Mallorca. Barcelona: Universidad de Barcelona, 1978. B 41903-1978. També a Palma: Ed. Moll, 1979.
- Juan Marsé. Ciudad y novela. Últimas tardes con Teresa: organización del espacio y producción de imagen. 1978, 1984. Amb Francisco J. Díaz de Castro.
- Poemas. Recull pòstum seleccionat per Francisco J. Díaz de Castro. Palma: Ed. Cort, 1979.